# 裸の天使 赤い部屋
『裸の天使 赤い部屋』（はだかのてんし）は、江戸川乱歩の「畸形の天女」を原案とした2021年4月2日公開の日本映画。

## 概要
江戸川乱歩の傑作短編「畸形の天女」を現代風にアレンジした作品。赤い部屋シリーズ第2弾として製作。主演は50代で大ブレイクし、今や日本映画やドラマに欠かせない名バイプレイヤー・木下ほうか。その他、窪田将治監督の常連俳優の仁科貴、草野康太、柳憂怜などが出演。

## キャスト
- 木下ほうか
- 中山来未
- 柳憂怜
- 波岡一喜
- 草野康太
- 仁科貴

## スタッフ
- 監督・脚本・編集：窪田将治
- エグゼクティブ・プロデューサー：村上潔
- プロデューサー：山口幸彦・宮下昇
- 撮影：春木康輔
- 録音：高島良太
- ヘアメイク：藤川美紗
- 衣装：森内陽子
- 音楽：與語一平
- 製作：キングレコード・FAITHentertainment
- 企画：FAITHentertainment
- 配給：キングレコード